# 구스타프 페터

구스타프 페터가 작곡한 서커스 렌즈에서의 추억

구스타프 하인리히 페터(독일어: Gustav Heinrich Peter, 1833년 ~ 1919년?)는 유럽의 클래식 음악 작곡가이다. 대표적인 곡으로 <서커스 렌즈에서의 추억(Souvenir de Cirque Renz, Memory at Circus Renz)>가 있다.

## 그의 생애
그의 생애에 대해서는 알려진 것이 거의 없다. 그는 아마도 오스트리아인이나 헝가리인으로 추정되지만 분명하지 않다. 그는 때로 하인리히 페터(Heinrich Peter)라는 이름으로 알려져 있다. 그는 아마도 1919년에 사망한 걸로 추정되지만 1915년이라는 설도 있다.

## 유명한 작품
<서커스 렌즈에서의 추억>이 그의 유일한 알려진 작품이다. https://www.youtube.com/watch?v=aP2Hly2kaHw에서 연주를 들을 수 있다.